# Даоко
Даоко (яп. だをこ, Daoko, стилизованно DAOKO; род. 4 марта 1997) — японская певица, рэп-исполнительница и поэтесса-песенница.

## Карьера
Псевдоним «Даоко» певица изначально использовала в интернете. В 2012 году, когда ей было 15 лет, её видео на Nico Nico Douga впервые привлекли большое внимание, после чего она начала музыкальную карьеру.
20 июля 2012 года Даоко выпустила первый мини-альбом Shoki Shojo на лейбле Low High Who? Production. 5 декабря того же года вышел её дебютный студийный альбом Hyper Girl: Mukogawa no Onna no Ko.
В 2013 году Даоко с хип-хоп-группой M-Flo записала песню «Irony», послужившую закрывающей композицией аниме-фильма Taka no Tsume GO: Utsukushiki Elleair Shoushuu Plus (яп. 鷹の爪~美しきエリエール消臭プラス~).
В 2014 году она исполнила песню «ME!ME!ME!» диджея TeddyLoid, для которой режиссёр Ёсидзаки Хибики создал видеоклип, вошедший в проект Japan Animator Expo. Видео обрело огромную популярность и породило бурные обсуждения на имиджбордах и многочисленные фан-арты по его мотивам, став интернет-мемом.
Выпустив третий альбом Dimension на лейбле Low High Who? Production в феврале 2015 года, певица перешла к Toy’s Factory. В октябре того же года был издан её первый сингл «ShibuyaK», который занял 23-е место в еженедельном чарте Oricon.
Для аниме-сериала Rage of Bahamut: Virgin Soul, премьера которого состоялась в апреле 2017 года, Даоко исполнила две финальные темы — «Haikei Goodbye Sayonara» (яп. 拝啓グッバイさようなら) и «Cinderella step». В августе вышел совместный с Кэнси Ёнэдзу сингл «Uchiage Hanabi», заглавная песня которого использовалась как закрывающая композиция аниме-фильма Fireworks. Видеоклип на песню набрал более 650 миллионов просмотров. Для аниме-сериала Blood Blockade Battlefront & Beyond, который транслировался с октября по декабрь, певица при участии Ясуюки Окамуры записала заключительную заставку «Step Up Love».
Даоко выступила композитором видеоигры Dragalia Lost, выпущенной в сентябре 2018 года. 31 декабря она участвовала в 69-м конкурсном шоу «Кохаку ута гассэн», исполнив «Uchiage Hanabi».

## Дискография

### Мини-альбомы
| Дата             | Название                                      |
| ---------------- | --------------------------------------------- |
| 20 июля 2012     | Shoki Shojo (初期症状)                        |
| 11 сентября 2013 | Ututu                                         |
| 24 декабря 2014  | Kirei Goto (きれいごと) (при участии koducer) |
| 20 сентября 2017 | Charm Point (チャームポイント)                |
| 30 июня 2021     | the light of other days                       |
| 23 марта 2022    | MAD EP (при участии Ёдзи Игараси)             |

### Студийные альбомы
| Дата             | Название                                                         | Высшие позиции | Высшие позиции |
| Дата             | Название                                                         | Oricon         |                |
| ---------------- | ---------------------------------------------------------------- | -------------- | -------------- |
| 5 декабря 2012   | Hyper Girl: Mukogawa no Onna no Ko (HYPERGIRL-向こう側の女の子-) | —              |                |
| 11 сентября 2013 | Gravity                                                          | 200            |                |
| 4 февраля 2015   | Dimension                                                        | 207            |                |
| 25 марта 2015    | Daoko                                                            | 50             |                |
| 20 декабря 2017  | Thank You Blue                                                   | 13             |                |
| 12 декабря 2018  | Shiteki Ryoko (私的旅行)                                         | 19             |                |
| 9 октября 2019   | Daoko × Dragalia Lost (DAOKO×ドラガリアロスト)                   | 12             |                |
| 29 июля 2020     | anima                                                            | 25             |                |
| 22 мая 2024      | Slash-&-Burn                                                     | —              |                |

### Концертные альбомы
| Дата           | Название                                                                  |
| -------------- | ------------------------------------------------------------------------- |
| 3 августа 2022 | Daoko Live Unplugged in Sogetsu Hall (Daoko Live Unplugged in 草月ホール) |

### Синглы
| Год  | Название | Высшие позиции | Высшие позиции | Альбом         |
| Год  | Название | Oricon         | Japan Hot 100  | Альбом         |
| ---- | --- | -------------- | -------------- | -------------- |
| 2015 | «ShibuyaK» / «Samishii Kamisama» (さみしいかみさま)                                                                                  | 23             | 17             | Thank You Blue |
| 2016 | «Moshimo Bokura ga Game no Shuyaku de» / «Daisuki with TeddyLoid» / «Bang!» (もしも僕らがGAMEの主役で/ダイスキ with TeddyLoid/BANG!) | 29             | 53             | Thank You Blue |
| 2017 | «Uchiage Hanabi» (打上花火) (при участии Кэнси Ёнэдзу)                                                                               | 9              | 1              | Thank You Blue |
| 2017 | «Step Up Love» (ステップアップLOVE) (при участии Ясуюки Окамуры)                                                                     | 8              | 10             | Thank You Blue |

## Фильмография

### Фильмы
- ×××HOLiC (2022) — Марудаси[22]

### Телесериалы
- «Подписчики»[англ.] (2020) — в роли самой себя[23]

## Награды и номинации
| Год  | Церемония                    | Награда                      | Номинант / номинируемая работа    | Итог      |
| ---- | ---------------------------- | ---------------------------- | --------------------------------- | --------- |
| 2015 | MTV Video Music Awards Japan | Next Break Artist            | Даоко                             | Номинация |
| 2018 | 32-я Japan Gold Disc Award   | Песня года по скачиваниям    | «Uchiage Hanabi» (с Кэнси Ёнэдзу) | Победа    |
| 2018 | Space Shower Music Awards    | Песня года                   | «Uchiage Hanabi» (с Кэнси Ёнэдзу) | Победа    |
| 2018 | Space Shower Music Awards    | Лучший прорывной исполнитель | Даоко                             | Победа    |
| 2018 | MTV Europe Music Awards      | Лучший японский исполнитель  | Даоко                             | Номинация |
| 2019 | Space Shower Music Awards    | Лучшая исполнительница       | Даоко                             | Номинация |